# فرشاد گل‌سفیدی
فرشاد گل‌سفیدی (زادهٔ ۲۳ مهر ۱۳۵۶) مدیر فیلمبرداری و کارگردان اهل ایران است.

## زندگی
فرشاد گل‌سفیدی که متولد ۱۳۵۶ (تهران) است، فعالیت حرفه‌ای خود را از تلویزیون و با مجموعه‌ی ساعت خوش آغاز کرد. از مهم‌ترین فعالیت‌های او در تلویزیون می‌توان به مجموعه پایتخت (۲، ۵ و ۶) به کارگردانی سیروس مقدم و سریال دردسرهای عظیم (۱ و ۲) به کارگردانی برزو نیک‌نژاد اشاره کرد. 
همچنین فیلم هفت بهار نارنج از ساخته‌های سینمایی او در ژانر درام عاشقانه است که در چهل و یکمین دوره جشنواره بین‌المللی فیلم فجر موفق به دریافت سیمرغ بلورین بهترین بازیگر نقش اول مرد شده است.

## فیلم‌شناسی

### سینما
| سال اجرا | نام اثر              | سمت             | کارگردان                      |
| -------- | -------------------- | --------------- | ----------------------------- |
| ۱۴۰۱     | هفت بهار نارنج       | کارگردان        | فرشاد گل‌سفیدی                 |
| ۱۴۰۱     | دست تنها (فیلم ۱۴۰۳) | مدیرفیلمبرداری  | امیرحسین ثقفی                 |
| ۱۴۰۱     | رهایی ریحانه         | مدیر فیلمبرداری | عباس رافعی                    |
| ۱۴۰۱     | سگ دو                | مدیرفیلمبرداری  | امیرحسین ثقفی                 |
| ۱۴۰۱     | قلهک                 | مدیرفیلمبرداری  | مصطفی شایسته                  |
| ۱۴۰۱     | پرونده‌های کور        | مدیرفیلمبرداری  | امیراحمد انصاری               |
| ۱۳۹۹     | رقص دلفین‌ها‏          | مدیرفیلمبرداری  | علیرضا امینی                  |
| ۱۳۹۸     | کوچه ژاپنی‌ها         | مدیرفیلمبرداری  | امیرحسین ثقفی                 |
| ۱۳۹۷     | تپلی و من            | مدیرفیلمبرداری  | حسین قناعت                    |
| ۱۳۹۷     | زندانی‌ها             | مدیرفیلمبرداری  | مسعود ده‌نمکی                  |
| ۱۳۹۷     | به وقت خماری         | مدیرفیلمبرداری  | محمدحسین لطیفی                |
| ۱۳۹۶     | خون مردگی            | مدیرفیلمبرداری  | امیراحمد انصاری               |
| ۱۳۹۵     | امپراطور جهنم        | مدیرفیلمبرداری  | پرویز شیخ طادی                |
| ۱۳۹۵     | سه بیگانه            | مدیرفیلمبرداری  | مهدی مظلومی                   |
| ۱۳۹۵     | آکاردئون             | مدیرفیلمبرداری  | امیرحسین ثقفی                 |
| ۱۳۹۵     | من دیوانه نیستم      | مدیر فیلمبرداری | علیرضا امینی                  |
| ۱۳۹۵     | هلن                  | مدیرفیلمبرداری  | علی‌اکبر ثقفی                  |
| ۱۳۹۵     | مردان آفتاب          | مدیرفیلمبرداری  | داریوش غذبانی                 |
| ۱۳۹۴     | وقتی پروانه شدم      | مدیرفیلمبرداری  | آرش زارع                      |
| ۱۳۹۴     | دلتا ایکس            | مدیرفیلمبرداری  | علیرضا امینی                  |
| ۱۳۹۴     | رسوایی ۲             | مدیرفیلمبرداری  | مسعود ده نمکی                 |
| ۱۳۹۳     | هاری (فیلم)          | مدیرفیلمبرداری  | امیراحمد انصاری               |
| ۱۳۹۲     | بچه های پرواز        | مدیرفیلمبرداری  | مصطفی نظری زاده               |
| ۱۳۹۲     | معراجی‌ها (فیلم)      | مدیرفیلمبرداری  | مسعود ده‌نمکی                  |
| ۱۳۹۱     | رسوایی               | مدیرفیلمبرداری  | مسعود ده‌نمکی                  |
| ۱۳۹۱     | فرشتگان قصاب         | مدیرفیلمبرداری  | سهیل سلیمی                    |
| ۱۳۹۱     | زن، مرد، زندگی       | مدیرفیلمبرداری  | مهدی ودادی                    |
| ۱۳۸۹     | بازگشت به آینده      | مدیرفیلمبرداری  | علی عبدالعلی‌زاده              |
| ۱۳۸۹     | کمی شیرین بسی فرهاد  | مدیرفیلمبرداری  | جواد رضویان                   |
| ۱۳۸۹     | اخراجی‌ها ۳           | مدیرفیلمبرداری  | مسعود ده نمکی                 |
| ۱۳۸۷     | شرقی                 | مدیرفیلمبرداری  | عبدالرضا منجزی                |
| ۱۳۸۵     | سربلند (فیلم ۱۳۸۵)   | مدیرفیلمبرداری  | سعید تهرانی                   |
| ۱۳۸۴     | حافظ                 | مدیر فیلمبرداری | ابوالفضل جلیلی                |
| ۱۳۸۲     | اینجا… آخر دنیا      | مدیرفیلمبرداری  | شراره یوسفی‌نیا و ابراهیم بخشی |
| ۱۳۸۰     | کلاغ قرمز            | مدیرفیلمبرداری  | محمد رسول‌اف                   |

#### فیلمبردار
- بازگشت به آینده (فیلم ۱۳۹۰)
- شغال (فیلم) (۱۳۸۴)
- مرزی برای زندگی (۱۳۸۳)

### مجموعه‌های تلویزیونی و نمایش خانگی
| سال اجرا | نام اثر                   | سمت             | کارگردان                     |  |
| -------- | ------------------------- | --------------- | ---------------------------- |  |
| ۱۴۰۴     | دشتستان                   | مدیرفیلمبرداری  | امیر بشیری                   |  |
| ۱۴۰۳     | رستگاری                   | مدیرفیلمبرداری  | مسعود ده‌نمکی                 |  |
| ۱۴۰۳     | بچه محل                   | مدیر فیلمبرداری | عباس رافعی                   |  |
| ۱۴۰۲     | بی تو می‌میرم              | مدیرفیلمبرداری  | عباس مرادیان                 |  |
| ۱۴۰۲     | جورچین                    | مدیرفیلمبرداری  | یزدان فتوحی                  |  |
| ۱۴۰۱     | آزادی مشروط               | مدیرفیلمبرداری  | مسعود ده‌نمکی                 |  |
| ۱۳۹۹     | میان‌بر                    | مدیرفیلمبرداری  | یزدان فتوحی                  |  |
| ۱۳۹۹     | دادستان                   | مدیرفیلمبرداری  | مسعود ده‌نمکی                 |  |
| ۱۳۹۹     | سودا                      | مدیرفیلمبرداری  | ایمان یزدی                   |  |
| ۱۳۹۸     | خواب‌زده ۱ و ۲             | مدیرفیلمبرداری  | سیروس مقدم                   |  |
| ۱۳۹۸     | پایتخت ۶                  | مدیرفیلمبرداری  | سیروس مقدم                   |  |
| ۱۳۹۷     | گردان تک نفره             | مدیرفیلمبرداری  | وحید امیرخانی                |  |
| ۱۳۹۷     | گاندو                     | مدیرفیلمبرداری  | جواد افشار                   |  |
| ۱۳۹۶     | پایتخت ۵                  | مدیرفیلمبرداری  | سیروس مقدم                   |  |
| ۱۳۹۶     | محکومین                   | مدیر فیلمبرداری | حسین قناعت/ سیدجمال سیدحاتمی |  |
| ۱۳۹۶     | ایراندخت                  | مدیرفیلمبرداری  | محمدرضا ورزی                 |  |
| ۱۳۹۴     | وقتی پروانه شدم           | مدیرفیلمبرداری  | آرش زارع                     |  |
| ۱۳۹۵     | علی‌البدل                  | مدیرفیلمبرداری  | سیروس مقدم                   |  |
| ۱۳۹۵     | پیکسل                     | مدیرفیلمبرداری  | محمدحسین لطیفی               |  |
| ۱۳۹۴     | دردسرهای عظیم ۲           | مدیرفیلمبرداری  | برزو نیک نژاد                |  |
| ۱۳۹۴     | شیوع                      | مدیرفیلمبرداری  | محمود معظمی                  |  |
| ۱۳۹۴     | سه شو                     | مدیرفیلمبرداری  | جواد رضویان                  |  |
| ۱۳۹۴     | بیمار استاندارد           | مدیرفیلمبرداری  | سعید آقاخانی                 |  |
| ۱۳۹۴     | آسپرین (مجموعه تلویزیونی) | مدیرفیلمبرداری  | فرهاد نجفی                   |  |
| ۱۳۹۳     | انقلاب زیبا               | مدیرفیلمبرداری  | بهرنگ توفیقی                 |  |
| ۱۳۹۳     | دردسرهای عظیم ۱           | مدیرفیلمبرداری  | برزو نیک نژاد                |  |
| ۱۳۹۳     | نوشدارو                   | مدیرفیلمبرداری  | جواد اردکانی                 |  |
| ۱۳۹۲     | بچه‌های نسبتا بد           | مدیرفیلمبرداری  | سیروس مقدم                   |  |
| ۱۳۹۱     | هفت‌سنگ                    | مدیرفیلمبرداری  | علیرضا بذرافشان              |  |
| ۱۳۹۱     | راستش را بگو              | مدیرفیلمبرداری  | محمدرضا آهنج                 |  |
| ۱۳۹۱     | دیوار                     | مدیر فیلمبرداری | سیروس مقدم                   |  |
| ۱۳۹۲     | ماشین‌های خاص              | مدیرفیلمبرداری  | نامدار مقدم                  |  |
| ۱۳۹۱     | پایتخت ۲                  | مدیرفیلمبرداری  | سیروس مقدم                   |  |
| ۱۳۹۰     | سه‌دنگ سه‌دنگ               | مدیرفیلمبرداری  | شاهد احمدلو                  |  |
| ۱۳۸۹     | ملکوت                     | مدیرفیلمبرداری  | محمدرضا آهنج                 |  |
| ۱۳۸۹     | خوش‌نشین‌ها                 | مدیرفیلمبرداری  | سعید آقاخانی                 |  |
| ۱۳۸۹     | راه در رو                 | مدیرفیلمبرداری  | سعید آقاخانی                 |  |
| ۱۳۸۹     | عملیات 125 (2)            | مدیرفیلمبرداری  | محمدرضا آهنج                 |  |
| ۱۳۸۸     | زن‌بابا                    | مدیرفیلمبرداری  | سعید آقاخانی                 |  |
| ۱۳۸۷     | آینه‌های نشکن              | مدیرفیلمبرداری  | جواد اردکانی                 |  |
| ۱۳۸۵     | جابربن حیان               | مدیر فیلمبرداری | جواد افشار                   |  |
| ۱۳۹۲     | هویت                      | مدیرفیلمبرداری  | مهدی ودادی                   |  |
| ۱۳۸۳     | غنچه‌های سحر               | مدیرفیلمبرداری  | محسن محسنی‌نسب                |  |
| ۱۳۸۳     | همسفران                   | مدیرفیلمبرداری  | علی ژکان/ محسن محسنی‌نسب      |  |

تله‌فیلم 
| سال اجرا | نام اثر                    | سمت             | کارگردان           |  |
| -------- | -------------------------- | --------------- | ------------------ |  |
| ۱۳۹۵     | ماشین قشنگم                | مدیرفیلمبرداری  | محسن افشانی        |  |
| ۱۳۹۲     | قبل از غبار                | مدیرفیلمبرداری  | محمود مؤذنی        |  |
| ۱۳۹۱     | نیش                        | مدیر فیلمبرداری | مجید صالحی         |  |
| ۱۳۹۱     | ساغر                       | مدیرفیلمبرداری  | عباس جهانبخش       |  |
| ۱۳۹۰     | مانده از آسمان             | مدیرفیلمبرداری  | محمدرضا آهنج       |  |
| ۱۳۸۹     | مسافرت                     | مدیرفیلمبرداری  | جواد افشار         |  |
| ۱۳۸۹     | من پلیس نیستم              | مدیرفیلمبرداری  | مهران غفوریان      |  |
| ۱۳۸۸     | پشت نیمه‌شب                 | مدیرفیلمبرداری  | سعید اسدی          |  |
| ۱۳۸۷     | موش و گربه                 | مدیرفیلمبرداری  | حسن لفافیان        |  |
| ۱۳۸۸     | خیمه سبز                   | مدیرفیلمبرداری  | داریوش منتظری      |  |
| ۱۳۸۷     | وداع سخت                   | مدیرفیلمبرداری  | سعید تهرانی        |  |
| ۱۳۸۷     | سایه‌ها                     | مدیرفیلمبرداری  | کامبیز کاشفی       |  |
| ۱۳۸۷     | من و شیطان                 | مدیرفیلمبرداری  | علیرضا طالب‌زاده    |  |
| ۱۳۸۷     | گروگان                     | مدیرفیلمبرداری  | محمدرضا آهنج       |  |
| ۱۳۸۷     | آدم‌های کوکی                | مدیر فیلمبرداری | محمدرضا اعلامی     |  |
| ۱۳۸۷     | بابام یک قهرمانه           | مدیرفیلمبرداری  | سید یوسف سید مهدوی |  |
| ۱۳۸۹     | من پلیس نیستم              | مدیرفیلمبرداری  | مهران غفوریان      |  |
| ۱۳۸۸     | پشت نیمه‌شب                 | مدیرفیلمبرداری  | سعید اسدی          |  |
| ۱۳۸۸     | موش و گربه                 | مدیرفیلمبرداری  | حسن لفافیان        |  |
| ۱۳۸۷     | خیمه سبز                   | مدیر فیلمبرداری | داریوش منتظری      |  |
| ۱۳۸۷     | وداع سخت                   | مدیرفیلمبرداری  | سعید تهرانی        |  |
| ۱۳۸۷     | سایه‌ها                     | مدیرفیلمبرداری  | کامبیز کاشفی       |  |
| ۱۳۸۷     | من و شیطان                 | مدیرفیلمبرداری  | علیرضا طالب‌زاده    |  |
| ۱۳۸۷     | مانده از آسمان             | مدیرفیلمبرداری  | محمدرضا آهنج       |  |
| ۱۳۸۷     | عملیات پایتخت              | مدیرفیلمبرداری  | محمدرضا آهنج       |  |
| ۱۳۸۷     | ژرفا                       | مدیرفیلمبرداری  | حجت قاسم‌زاده اصل   |  |
| ۱۳۸۶     | جاسوس‌بازی                  | مدیرفیلمبرداری  | محمد فاضلی         |  |
| ۱۳۸۶     | گامی در تاریکی             | مدیرفیلمبرداری  | آرش معیریان        |  |
| ۱۳۸۵     | همیشه سربلند               | مدیرفیلمبرداری  | سعید تهرانی        |  |
| ۱۳۸۵     | حمزه                       | مدیرفیلمبرداری  | فریدون فرهودی      |  |
| ۱۳۸۵     | قلب تقسیم شده              | مدیرفیلمبرداری  | حسین قناعت         |  |
| ۱۳۸۵     | باز باران                  | مدیرفیلمبرداری  | اسماعیل فلاح‌پور    |  |
| ۱۳۸۵     | سفری دیگر                  | مدیرفیلمبرداری  | مسعود تکاور        |  |
| ۱۳۸۵     | سجده‌ی عشق                  | مدیرفیلمبرداری  | حسین تبریزی        |  |
| ۱۳۸۵     | قربانی                     | مدیر فیلمبرداری | کاظم معصومی        |  |
| ۱۳۸۴     | نوازنده مرد                | مدیرفیلمبرداری  | علی درخشی          |  |
| ۱۳۸۴     | کاوش                       | مدیرفیلمبرداری  | احمد حسنی مقدم     |  |
| ۱۳۸۴     | بی تو تنهایم               | مدیرفیلمبرداری  | محسن محسنی نسب     |  |
| ۱۳۸۴     | ما هنوز زنده‌ایم            | مدیرفیلمبرداری  | اسماعیل فلاح‌پور    |  |
| ۱۳۸۴     | پرواز تا بی نهایت          | مدیرفیلمبرداری  | جمشید بهمنی        |  |
| ۱۳۸۳     | اتوبوس زرد                 | مدیرفیلمبرداری  | محمد قاضی مقدم     |  |
| ۱۳۸۳     | عروس سبز                   | مدیرفیلمبرداری  | محسن ربیعی         |  |
| ۱۳۸۳     | کارآگاه                    | مدیرفیلمبرداری  | محمد قاسمی         |  |
| ۱۳۸۳     | کدام استقلال کدام پرسپولیس | مدیرفیلمبرداری  | مسعود ده‌نمکی       |  |
| ۱۳۸۲     | صدای پای خدا               | مدیرفیلمبرداری  | کامبیز عاشقی       |  |
| ۱۳۸۱     | نسیم یاد                   | مدیرفیلمبرداری  | زهره سیه‌پوش        |  |
| ۱۳۸۱     | پریا                       | مدیرفیلمبرداری  | رضا صفایی          |  |

### فیلم کوتاه
- معدل / پریناز نوری (۱۴۰۳)
- فلاشر / پانته‌آ مهدی‌نیا	(۱۳۹۹)
- شاهد / علیرضا امینی	(۱۳۹۵)
- یک آن اشتباه / امیرمحمد زند	(۱۳۹۴)
- اشک مصنوعی / محمد حمزه‌ای	(۱۳۸۹)
- اعدام / صفرزاده	(۱۳۸۹)
- رقص در آب / مریم صالحی	(۱۳۸۷)
- اشک / شیوا بلوریان	(۱۳۸۷)
- قورباغه‌ات را قورت بده / صفایی	(۱۳۸۴)
- عروسک / محمدرضا زحمت‌کش	(۱۳۸۳)
- مرد و قولش / وجیه الله فرد مقدم	(۱۳۸۳)
- سفر عشق / زهره سیه‌پوش	(۱۳۸۱)
- امنیت ۲۰ / شراره یوسف نیا	(۱۳۸۱)
- توبه‌ی گرگ / عماد قمری	(۱۳۸۱)
- هه‌وری / وحید وکیلی‌فر	(۱۳۸۱)
- گره / جواد وطنی	(۱۳۸۳)
- نذری / داوود اجاقلو	(۱۳۸۰)
- نازاره / وحید وکیلی فر	(۱۳۸۰)
- زنده به انتظار / سهراب تمدنی	(۱۳۸۰)